# San Rocco al Porto
San Rocco al Porto ist eine italienische Gemeinde mit 3381 Einwohnern (Stand 31. Dezember 2023) in der Provinz Lodi in der Region Lombardei.

## Ortsteile
Im Gemeindegebiet liegen neben dem Hauptort die Fraktion Mezzana Casati, sowie die Wohnplätze Alberelle-Case Corvi, Berghente, Campagna, Contesse, Lizzarda, Pontini-Pozzola, San Disasio Est, San Francesco-San Pietro und Zappellone.

## Persönlichkeiten
- Domenico Maria Mezzadri (1867–1936), Geistlicher und Bischof von Chioggia.